# Exallodontus aguanai
Exallodontus aguanai är en fiskart som beskrevs av Lundberg, Mago-leccia och Nass, 1991. Exallodontus aguanai ingår i släktet Exallodontus och familjen Pimelodidae. Inga underarter finns listade i Catalogue of Life.